# Descanso na Fuga para o Egito (Caravaggio)
 Descanso na Fuga para o Egito (c. 1597) é uma pintura do mestre barroco italiano Michelangelo Merisi da Caravaggio, que se encontra na Galeria Doria Pamphilj, em Roma. A tela retrata um anjo tocando violino para a Sagrada Família durante o descanso na Fuga para o Egito.

## Tema
A cena é baseada não em qualquer incidente na Bíblia em si, mas em um corpo de contos ou lendas que tinham crescido no início da Idade Média em torno da história bíblica da Sagrada Família em fuga para o Egito em busca de refúgio ao ser alertada de que Herodes, o Grande pretendia assassinar o Menino Jesus. De acordo com a lenda, José e Maria interromperam sua fuga em um bosque; o Menino Jesus ordenou às árvores que se curvassem, assim José poderia apanhar frutos para eles, e em seguida ordenou que uma fonte de água jorrasse das raízes para que seus pais pudessem saciar a sede. Esta história básica adquiriu muitos detalhes extras durante os séculos.
Caravaggio retrata Maria dormindo com Jesus, enquanto José segura um manuscrito para um anjo que está tocando um hino à Maria no violino.

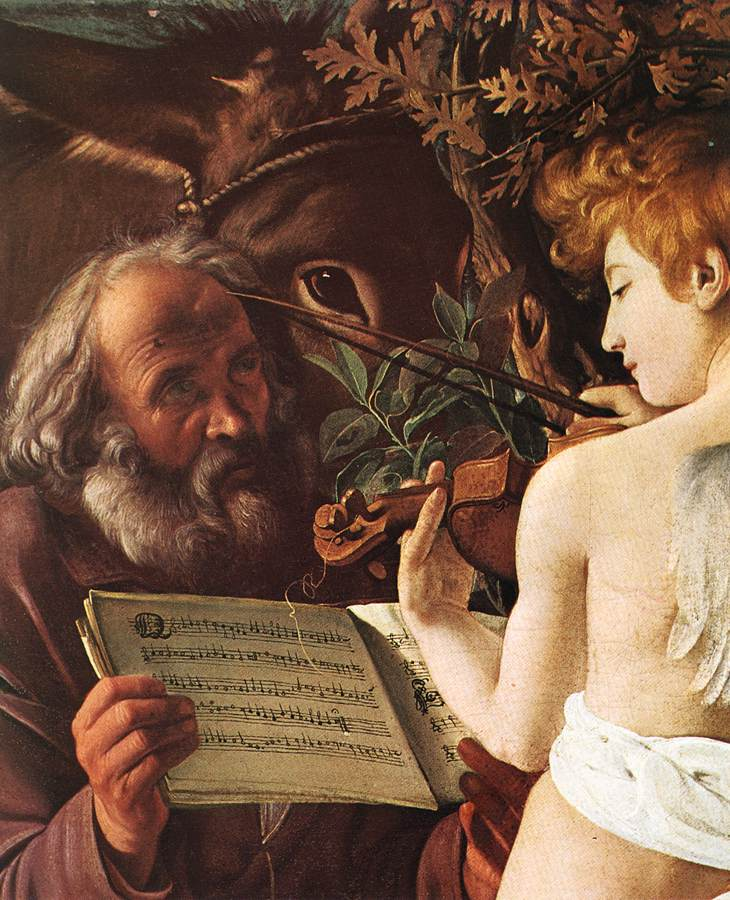
Fuga para o Egito (detalhe).

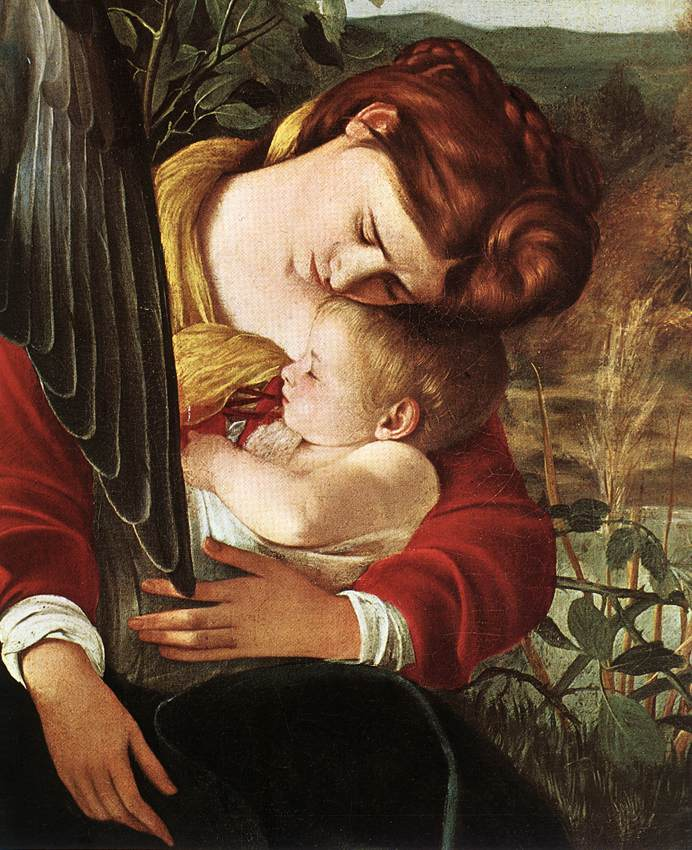
Fuga para o Egito (detalhe).

## Data
A data da pintura é contestada. De acorco com Giulio Mancini, contemporâneo de Caravaggio, esta pintura e a  Madalena Penitente, juntamente com uma pintura não identificada de São João Evangelista, foi feita enquanto Caravaggio estava morando com o monsenhor Fantino Petrignani, logo após deixar a oficina de Giuseppe Cesari. O que provavelmente aconteceu em janeiro de 1594.

No entanto, há problemas com a aceitação da declaração de Mancini. Para começar, nenhuma destas obras foram listadas no inventário de 1600 de Petragnani, embora seja possível que elas poderiam ter sido pintadas para outro patrono. Mais seriamente, a pintura tem uma fonte composicional óbvia e direta em O Julgamento de Hércules de Annibale Carracci, que foi concluída no início de 1596 e era amplamente admirada: a pose do anjo de Caravaggio, por exemplo, é cautelosamente baseada na figura do Vício de Carracci. 

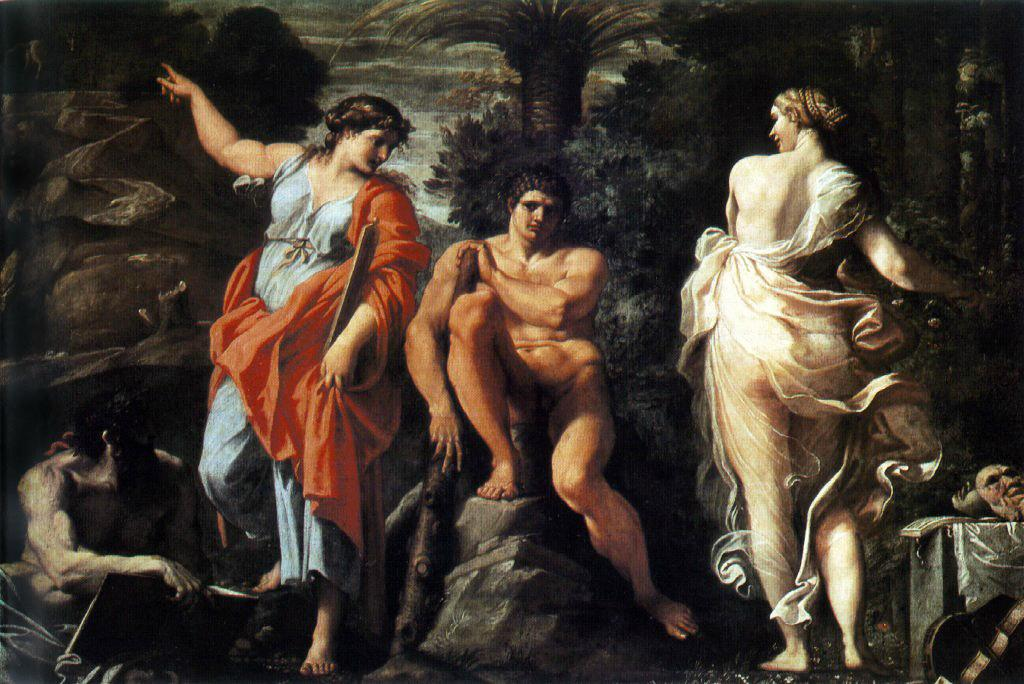
O Julgamento de Hércules (1596), de Annibale Carracci. A figura sensual do Vício parece ter influenciado diretamente a pose adotada pelo anjo de Caravaggio.

Enquanto John Gash (2003) aceita a declaração de  Mancini, outros, incluindo Peter Robb e Helen Langdon, têm levantado a possibilidade de que a tela foi pintada para o cardeal Francesco Maria Del Monte, que fez de Caravaggio, na realidade, seu artista privado por volta de 1595 ou 1596. O tratamento sofisticado é apropriado aos gostos e interesses do cardeal (a canção segurada por José é um moteto do compositor flamengo Noel Bauldeweyn, com um texto do Cântico dos Cânticos dedicado à Madona, Quam pulchra es, "Quão bela você é"), e é improvável que o artista embarcaria em uma obra como esta sem a certeza de comissão direta.

## Estilo
Esta foi a primeira obra em grande escala feita por Caravaggio, e é de composição mais ambiciosa e mais bem sucedida que Os Músicos, de cerca de 1595. É também uma das raras paisagens deste artista. Aparentemente, a pintura foi vendido para Pamphili por volta do início do século XVII. A herança lombarda e veneziana de Caravaggio são evidentes no tratamento da paisagem e nas tonalidades luminosas. Como a maioria das representações da fuga para o Egito, este é um momento de paz, em que o cenário deve ser apreciado. A figura luminosa do anjo adolescente, de uma só vez sereno e sensual, detém o centro do grupo. A mãe e a criança juntos, uma de muitas que Caravaggio pintaria, é de extrema delicadeza e realismo.

## Modelos
Um dos grandes passatempos dos estudiosos de Caravaggio é identificar seus modelos. Muito progresso tem sido feito, mas neste caso deve-se considerar apenas uma tentativa, pois Caravaggio deixou poucas pistas. Maria parece ser a mesma garota que aparece como Maria Madalena em  Madalena Penitente de cerca de 1597, também na galeria Doria-Pamphilj. José assemelha-se aos santos idosos em  A Inspiração de São Mateus de 1602 e, menos claramente,  São Jerônimo em Meditação de cerca de 1605. Alguns críticos têm identificado o anjo-rapaz com a ingênua vítima de logros à esquerda em Os Trapaceiros, enquanto outros têm visto uma semelhança com o rapaz de perfil que o trapaceia.